# なまはげ
なまはげは、秋田県の男鹿半島周辺で行われてきた年中行事、あるいはその行事において、仮面をつけ藁の衣装をまとった神の使い（来訪神）を指す。

## 概要
秋田県の男鹿半島（男鹿市）、および、その基部（山本郡三種町・潟上市）の一部において見られる伝統的な民俗行事。またはその行事を執り行う者の様相を指す。200年以上の歴史を有する。男鹿市などの調査によると、2012～2015年において市内148地区のうち約80地区でナマハゲ（なまはげ）行事がある。「男鹿（おが）のナマハゲ」として、国の重要無形民俗文化財に指定されているほか、「来訪神：仮面・仮装の神々」の一つとしてユネスコの無形文化遺産に登録されている。異形の仮面をつけ、藁などで作った衣装をまとった「なまはげ」が、家々を巡って厄払いをしたり、怠け者を諭したりする。
男鹿市の真山神社では、なまはげが登場するなまはげ柴灯（せど）まつりを神事と位置付けている（#観光も参照）。
なまはげと同様の行事は日本各地に広く分布する。その中でも、特になまはげは、圧倒的な知名度を得て、秋田県の記号になるまでに至った。その訴求力の大きさから、秋田県の観光PRに用いられるのは勿論、秋田県に関連する私企業でもモチーフにされたり、秋田県関連の物販・飲食店でのオーナメントや余興の1つとされたりして、頻繁に用いられている。

### 開催時期の前倒し
江戸時代には太陰太陽暦：1月15日の小正月に開催されていたが、明治の改暦で、約1か月前倒しとなるグレゴリオ暦：1月15日の小正月に開催する例も見られるようになった。
第二次世界大戦後は更に2週間ほど前倒しされた、グレゴリオ暦の大晦日（12月31日）に行われている。なお、太陰太陽暦の大晦日は、12月30日または12月29日である。

### 伝統的習俗の衰退と対応
男鹿市148町内会の大晦日の「なまはげ」（2015年度）
家々を回る年中行事としてのなまはげを実施する集落は、かつては男鹿半島のほとんどだったが、少子高齢化の影響で、現在はほぼ半減している。男鹿市の調査によると、2015年までの25年間に約35地区で行事が途絶えた。
本来、地区の未婚の男性がなまはげを務めるのが習わしであるが、高齢化と地区の人口減により担い手の若者が減少、さらには帰省中の親族など地区外の者が務める例も見られるようになった。男鹿市の双六地区では、なまはげ役を県内にある秋田大学や国際教養大学の外国人留学生も務めることがある。また、なまはげの主な訪問先である子供がいる世帯が少子化により減少しているため、実施する動機の減退も見られる。その他、年末年始に仕事があったり、旅行などで不在だったりと、住民の生活の変化もなまはげの衰退の要因になっている。なまはげは高校生でもできる。
対策として2012年度(平成24年度)より男鹿市は、なまはげを実施する町内会に補助金での助成を実施。同市内の148の町内会のうち同年度、6会はなまはげを再開したものの、半数近い71会は実施しなかった。2015年度(平成27年度)も69会が実施しなかった。
男鹿市の羽立駅前地区では2018年大晦日に、女性がなまはげに扮することが検討されたが、見送りとなった。

### 「観光」化
男鹿半島には観光用に年中なまはげを体験できる施設「男鹿真山伝承館」がある。また、男鹿地区に限らず秋田県の観光・物産PR活動において歴史的な習わしを超えて活用されており、各地に常設・仮設を問わず立像も設置されるなど、秋田県を象徴する記号にもなっている。「なまはげは未婚男性」というしきたりがある地区出身の既婚男性が、観光行事でなまはげに扮するといった使い分けも行われている。
観光客を楽しませる目的で、なまはげをモチーフとした新たな芸能も創作されている。昭和の高度経済成長期に見られた団体旅行を中心としたレジャーブーム期には「なまはげ踊り」が、平成初頭のバブル景気期にみられたリゾートブーム期には「なまはげ太鼓」が創作された。これらは季節性や地域性の枠を超え、秋田竿灯まつりや様々な物産展などへの参加に留まらず、単独公演も行っている。これらは旧来のなまはげとは異なり、「鬼」化した仮面を被っており、また、藁ではなく、破損しづらい毛糸や麻ひもで作った衣装を着て演舞を行う。

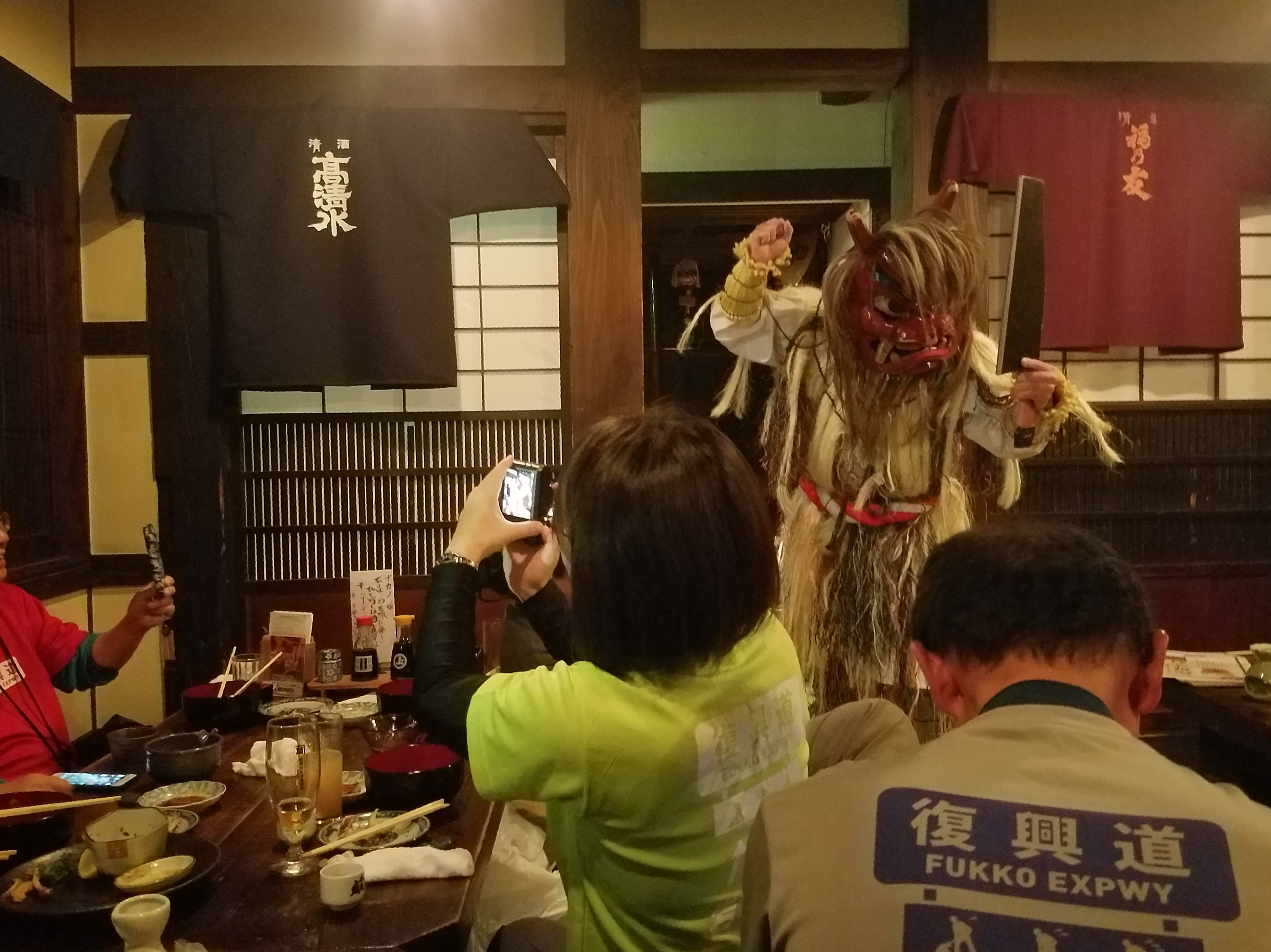
秋田市の居酒屋の「なまはげショー」（2018年6月）。サービスの一環で、時期や場所は特に伝統に則ってはいない

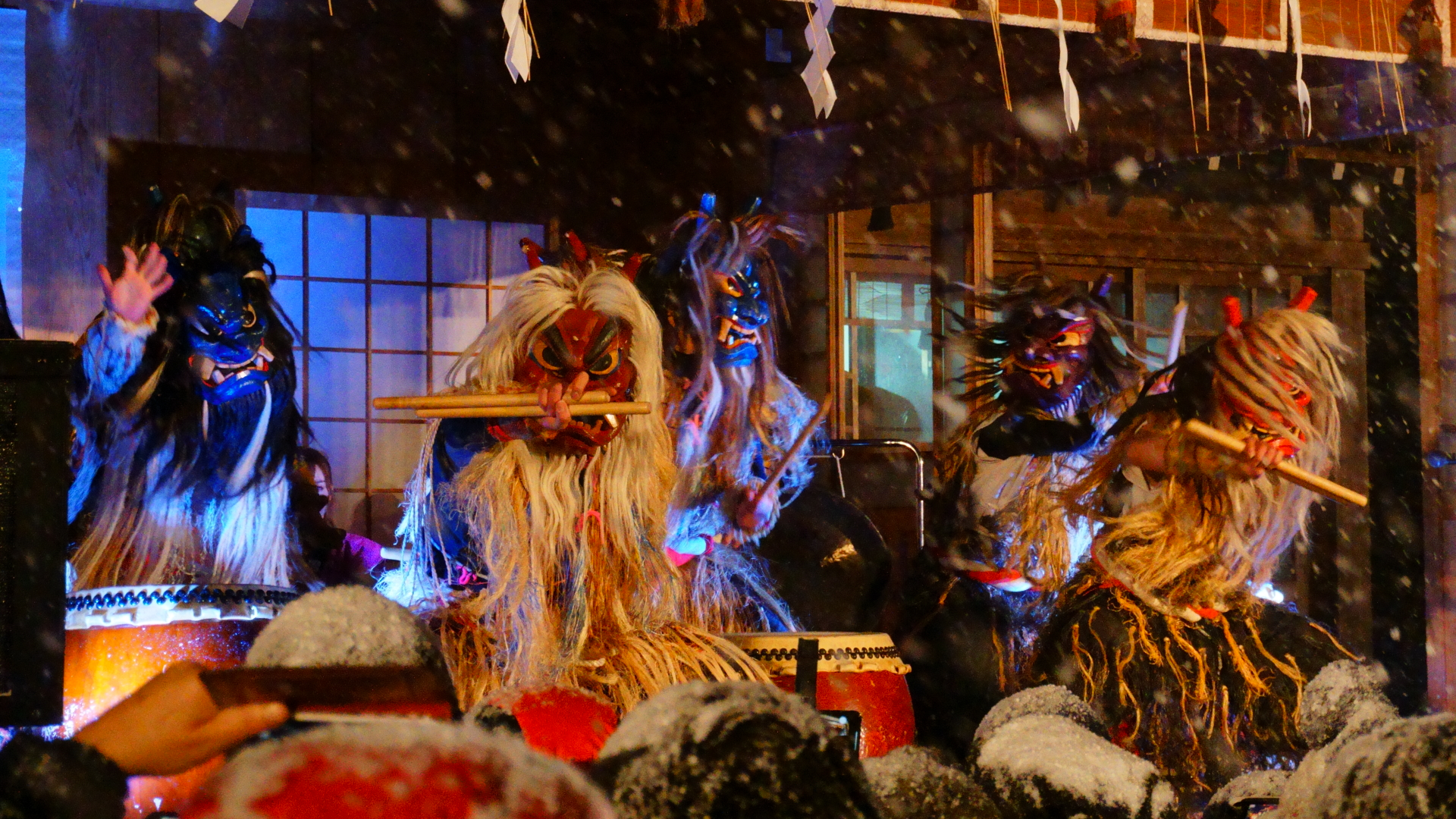
なまはげ太鼓

田舎風の飲食店等において、民俗芸能の道具を店内装飾に用いたり、従業員が民俗芸能を実施したりして、誘客につなげたり、客の満足度を上げる例が様々見られる。このようなビジネスモデルを踏襲した秋田県のご当地グルメや特産品をメニューにしている店では、なまはげのお面を店内装飾に用いたり、男女の従業員が「なまはげショー」を店のスケジュールで年中実施したりする例が、男鹿地方以外の秋田県内外でしばしば見られる。

### 「鬼」化
なまはげには角があるため、鬼であると誤解されることがあるが、鬼ではない。なまはげは本来、鬼とは無縁の来訪神であったが、近代化の過程で鬼と混同され、誤解が解けないまま鬼の一種に組み込まれ、変容してしまったという説がある。浜田広介の児童文学『泣いた赤鬼』（1933年）のような、赤（ジジナマハゲ）と青（ババナマハゲ）の一対となっていることがあるが、そのような設定がいつ頃からあるのかは不明である

## 名称
冬に囲炉裏（いろり）にあたっていると手足に「ナモミ」 「アマ」と呼ばれる低温火傷（温熱性紅斑）ができることがある。“それを剥いで”怠け者を懲らしめ、災いをはらい祝福を与えるという意味での「ナモミ剥ぎ」から「なまはげ」 「アマハゲ」 「アマメハギ」 「ナモミハギ」などと呼ばれるようになった。したがってナマに「生」の字を当て「生剥」とするのは誤り。
なまはげの仮面の形は地域によって様々異なるが、赤面と青面の1対に定型化もされており、この場合は赤面がジジナマハゲ、青面がババナマハゲと呼ばれる。

## 類似した行事
本州北部の日本海沿岸部には、青森県西津軽のナゴメタクレ、秋田県能代市のナゴメハギ、秋田市のやまはげ、秋田県沿岸南部のナモミハギ、山形県遊佐町のアマハゲ等がある。主に新潟県村上市や石川県能登地方にはあまめはぎが伝えられ、福井県には語源は異なるがあっぽっしゃなどの呼び名でも分布する。
東北地方の太平洋沿岸部（三陸海岸）にも同様のものが存在する。岩手県では久慈市のナガミ、野田村・普代村・山田町のナモミ、釜石市のナナミタクリ、大船渡市三陸町吉浜のスネカ、弘前市のアブラダタキ、栗原市のモミダリ、同市三陸町越喜来のタラジガネ、内陸に入って遠野市のナモミタクリやヒカタタクリ等がある。
四国の愛媛県宇和島地方では、前述の低温火傷を「あまぶら」といって、あまぶらができるような怠け者が便所に入ると、「あまぶらこさぎ」という者があまぶらを取り去るという。

## 風習

### なまはげ
「なまはげ」は怠惰や不和などの悪事を諌め、災いを祓いにやってくる来訪神である。かつては小正月（旧暦から新暦に）の行事だったが大晦日の行事となり（参照）、年の終わりに、大きな出刃包丁（あるいは鉈）を持ち、鬼の面、ケラやミノのような用具、ハバキをまとって、なまはげに扮した村人が家々を訪れ「泣ぐ子（ゴ）は居ねがー」「悪い子（ゴ）は居ねがー」と奇声を発しながら練り歩き、家に入って怠け者や子供、初嫁を探して暴れる。家人は正装をして丁重にこれを出迎え、主人が今年1年の家族のしでかした日常の悪事を釈明するなどした後に酒などをふるまって、送り帰すとされている。最後は「へばなー（津軽弁で「またね」「じゃぁね」の意）」「元気にしろよ〜」と言って出ていく。
面は、本来は丹色（赤）に塗ったが主で、木の皮や木製だったが、近年ではこれにかわり竹ザルを台材にした張り子や、ボール紙製など様々である。藁衣装はケラ・ミノの類と説明されることが多いが、厳密には現地でケデ（またはケンデ、ケダシ）と称する特有の衣装である。

### 教育的機能
なまはげは伝統的民俗行事であるとともに、東北地方においては幼児に対する教育の手段として理解されている。親は幼児に対し予めなまはげによる強い恐怖体験を記憶させ、そのあと幼児に対し望ましくないとみなされる行為を行った場合、その恐怖体験が再現される可能性を言語的手段によって理解させる。

## 歴史

### 発祥
妖怪などと同様に民間伝承であるため、正確な発祥などはわかっていない。秋田には、「漢の武帝が男鹿を訪れ、5匹の鬼を毎日のように使役していたが、正月15日だけは鬼たちが解き放たれて里を荒らし回った」という伝説があり、これをなまはげの起源とする説がある。

### 年表
- 文政5年（1822年）、菅江真澄が記した『菅江真澄遊覧記』が秋田藩藩校・明徳館に献納された[17]。この中の「牡鹿乃寒かぜ」において、文化8年1月15日（グレゴリオ暦：1811年2月8日）に行われた秋田の小正月行事 「ナモミハギ」が記された[18]。この「ナモミハギ」を現行の「なまはげ」と同等とみなし、同書籍を以って現在分かっている文献的初出としている[18]。
- 1873年（明治6年）
  - 明治5年12月3日（太陰太陽暦）を明治6年1月1日（グレゴリオ暦）とする改暦がなされた。
  - 1月15日、新暦では初めての小正月。同日は旧暦の12月17日にあたる。
  - 2月12日、改暦後では初めての旧暦の小正月。
- 1961年（昭和36年）、現代舞踏家・石井漠（現・秋田県山本郡三種町出身）が振り付けをし、息子の石井歓が曲を付けて「なまはげ踊り」が創作された[19]。
- 1964年（昭和39年）2月、男鹿温泉郷の星辻神社（北緯39度58分3.8秒 東経139度44分38.6秒 / 北緯39.967722度 東経139.744056度）において、大晦日に男鹿半島各地で行われるなまはげと、1月3日に行われる真山神社（北緯39度55分37.6秒 東経139度46分0.7秒 / 北緯39.927111度 東経139.766861度）の紫灯祭を組み合わせた観光イベント「なまはげ紫灯祭」が初開催された[20]。後年、会場は真山神社に移された[20]。
- 1978年（昭和53年）5月22日、「男鹿のナマハゲ」として、国の重要無形民俗文化財に指定された[21]。

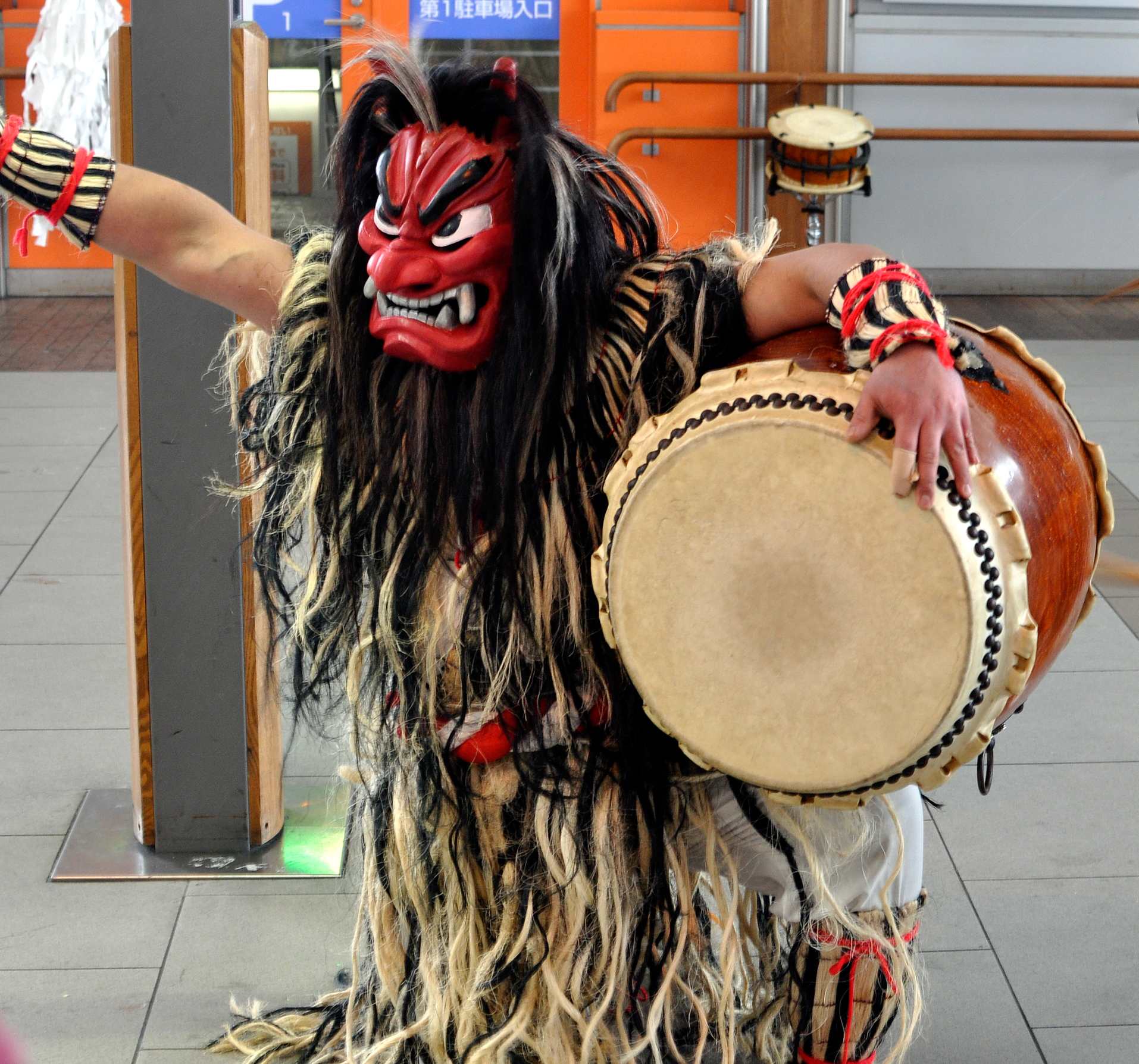
「なまはげ太鼓」の演奏風景（秋田駅、2010年1月1日）。面が「鬼」化しており、衣装も藁ではなく毛糸や麻ひもを用いている。

- 1988年（昭和63年）、「なまはげ太鼓」が創作された[22]。
- 1995年（平成7年）、曲り家の目黒家住宅（1907年完成）を移転させ、現在地にて民俗資料を展示する「男鹿真山伝承館」として公開[23]。ナマハゲ習俗を体験できる場としても利用している[24]。
- 1997年（平成9年）、男鹿中央広域農道（通称：なまはげライン、Google マップ）[25]になまはげ大橋が架橋[26][27]。
- 1999年（平成11年）7月23日、男鹿真山伝承館の隣接地に「なまはげ館」（北緯39度55分45.1秒 東経139度45分59.7秒 / 北緯39.929194度 東経139.766583度）がオープン[28]。
- 2004年（平成16年）
  - 10月16日より、JR奥羽本線の秋田駅 - 追分駅間、および、JR男鹿線・追分駅 - 男鹿駅間に「男鹿なまはげライン」（Google マップ）との愛称を付与。
  - 11月27日、第1回「ナマハゲ伝導士」認定試験を実施[29]。
- 2007年（平成19年）
  - 5月、秋田県男鹿市の国道101号沿いに、体長15mと12mで顔が赤と青のなまはげ立像計2体が同市により設置された[30]。 強化プラスチック製で製作費は約4000万円であり、同市は「世界最大のなまはげ像」としている[30]。
  - 6月1日、1対のなまはげ立像（体長15mと12m）の隣接地に男鹿総合観光案内所がオープン[31]。
  - 12月31日、なまはげに扮した男が飲酒したことで酩酊し、温泉旅館の女性浴場に乱入する騒動が発生した[32]。これを受けて翌2008年1月に、男鹿市ではなまはげの暴れ方に関する指針、いわゆる行動指針の策定のため、同市副市長伊藤正孝ら行政側と地区代表らが協議したが、マニュアル作成は見送られ、「伝統の原点へ回帰する」ことで決着、その後行政による指導はないと報じられた[33]。
- 2013年（平成25年）3月30日、なまはげ館がリニューアルオープンした[34]。
- 2014年（平成26年）10月3日、国の重要無形民俗文化財に指定されている「来訪神行事」が所在する全国9市町により、それらが一括してユネスコ無形文化遺産に登録されることを目指す「来訪神行事保存・振興全国協議会」が設立された[35]。
- 2018年（平成30年）11月29日、「来訪神：仮面・仮装の神々」（なまはげを含む全国10の来訪神行事）が、ユネスコ無形文化遺産保護条約の「人類の無形文化遺産の代表的な一覧表（代表一覧表）」に、正式に登録されることが、モーリシャスのポートルイスにおいて開催されている同条約の第13回政府間委員会において決定された[36]。

## 観光

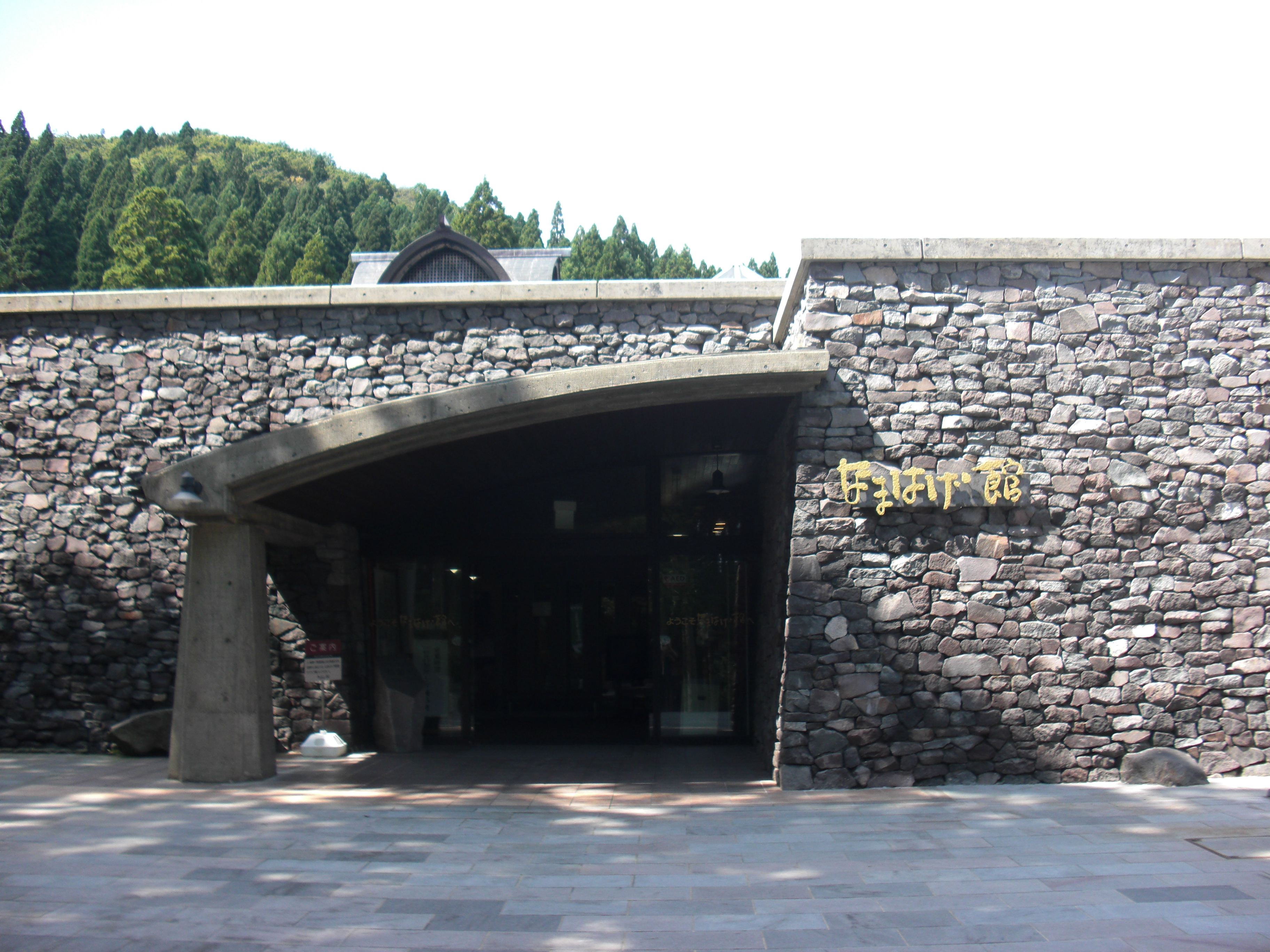
なまはげ館の入口（2014年8月）

現在、年中行事としてのなまはげは大晦日に男鹿地区の家々を巡るだけのため、部外者がその習俗に出会うことは困難である。そのため、一般の観光客がなまはげを体験できる施設や立像が設置され、なまはげの姿で行う芸能やイベントが創作され、土産物やキャラクターが作成されるなど、様々な観光開発がなされている。大晦日に、観光客がなまはげに扮することができるツアーも男鹿市観光協会により募集されている。  

### なまはげ柴灯まつり
なまはげは、かつて小正月（旧暦1月14日/1月15日または新暦1月14日/1月15日）におこなわれていた。旧暦の小正月を新暦に当てはめると、毎年日にちは異なるが2月初旬から3月初旬のいずれかの日にあたる。「なまはげ柴灯（せど）まつり」は旧暦の小正月の時期に近く、新暦の月遅れ付近にあたる毎年2月の第2金・第2土・第2日に行われている。1964年（昭和39年）の初回は男鹿温泉郷の星辻神社で開催されたが、後年、真山神社に会場が移った。
主に観光向け行事として親しまれている。こちらは、なまはげの着ているケラから落ちた藁を頭などに巻きつけると無病息災の御利益があるといわれている。

### 立像
秋田県では、藁で体をつくり、木彫りの面をつけた人形道祖神「鹿島様」を集落の入り口に設置する風習があり、高いものでは4mにも及ぶ。鹿島様となまはげは風貌は似ているが、なまはげ立像の設置に鹿島様のような宗教性があるとの言及は見られず、設置場所も集落の入り口とは限らない。
近年の立像では、赤と青の1対のなまはげが設置される傾向があるが、伝統を受け継いできた数十の集落でこのような赤と青の1対が定番なのかは不明である。
| 所在地             | 位置                                   | 体長/全高 | 数  | 設置年 |
| ------------------ | -------------------------------------- | --------- | --- | ------ |
| 男鹿総合観光案内所 | 北緯39度53分34.9秒 東経139度57分24.4秒 | 15 m 12 m | 2体 | 2007年 |
| 門前地区           | 北緯39度51分53.2秒 東経139度45分15.1秒 | 09.99 m   | 1体 |        |
| 男鹿温泉郷         | 北緯39度58分15.4秒 東経139度44分35秒   |           | 1体 |        |
| JR男鹿駅           | 北緯39度53分6.2秒 東経139度50分54.6秒  |           | 2体 | 2012年 |
| なまはげ大橋       | 北緯39度56分12.6秒 東経139度47分30秒   |           | 2体 | 1997年 |

## なまはげ太鼓
なまはげ太鼓（なまはげ たいこ）は、なまはげが和太鼓を演舞する男鹿の郷土芸能。昭和の終わり頃に、伝統の継承と地域振興のため、地元の人たちの手で生まれた。「なまはげ衣装をまとっての太鼓による音楽の演奏」等で一般社団法人男鹿市観光協会によって商標登録（第5495682号）されている。
なまはげ太鼓団体「恩荷」（おんが）
男鹿温泉交流会館 五風（ごふう）にて定期公演を行っている。
なまはげ郷神楽（NAMAHAGE郷神楽 さとかぐら）
海外やアイドルフェスでもパフォーマンスを行っている。
Akita和太鼓パフォーマンスユニット 音打屋-OTODAYA-
「わっかフェス」などでパフォーマンス
男鹿海洋高校 郷土芸能部
1989年に現 男鹿海洋高校の「なまはげ太鼓同好会」として発足、1998年に部活動に昇格、2016年に現在の部活動名に改称。
男鹿ナマハゲ太鼓推進協議会 O×N×D×A
OGA NAMAHAGE ROCK FESやARABAKI ROCK FESTIVALに出演。

## 映画
- 『風が通り抜ける道』（田中壱征監督作品）沖縄県後援、カンヌ国際映画祭2023年 披露上映作品、沖縄国際映画祭2023年 正式出品作品、一般劇場公開2024年（イオンエンターテイメント）

## 関連する文物

### なまはげを用いているもの
- 航空自衛隊秋田救難隊 部隊マーク
- ブラウブリッツ秋田のエンブレム
2010年1月18日、新エンブレムが発表され、図案化されたなまはげをエンブレムの中央に据えた。

- Unicode文字
2010年10月11日のUnicode 6.0.0 に追加された追加文字の中に、👹"JAPANESE OGRE"(U+1F479)として、なまはげの絵文字が登録された。

### なまはげをモチーフにしたもの
- 超神ネイガー
なまはげをモチーフにした、秋田県出身のキャラクター。考案者はにかほ市在住の元プロレスラー。テーマ曲は水木一郎が歌っている。乗り物は二条刈りのコンバインやハタハタ型のオートバイなど。

- ナミー・ハギー
2001年に開催された、秋田ワールドゲームズ2001での大会マスコット。終了後は、秋田信用金庫に譲渡されて、同信金のマスコットとして配布物に使われている。
- 男鹿なまはげーず
アニメ『Wake Up, Girls!』に登場した、秋田県の3人組女性ご当地アイドルユニット。メンバー3人とも、鬼化した赤面を被った「ジジナマハゲ」を衣装とする。

- ゴシャハギ
モンスターハンターライズに登場する牙獣種のモンスター。別名「雪鬼獣」。冷たい息で自身の腕を凍てつかせ、氷の包丁のようにして武器に用いる。

### なまはげと命名されたがなまはげではないもの
- 秋田なまはげ農業協同組合
  - 発足後に、なまはげをモチーフにしたキャラクターが設定され、名称の公募の結果、「おにまるくん」となった[62]。
- 1985年（昭和60年）5月～2006年（平成18年）9月の期間と2012年（平成24年）5月～2015年（平成27年）3月の期間にトヨタ・カローラの1300ccモデルをベースとした秋田県限定の特別仕様車「なまはげ」が販売された。
- 『ウルトラマンA』第38話「復活! ウルトラの父」 に「伝説怪人ナマハゲ」が登場する。
- ゲーム・アニメ『妖怪ウォッチ』に登場するキャラクターの1つに「なまはげ」がある。
- アニメ『けいおん!』第一期 番外編「ライブハウス！」にて、対バンのメンバー表に「ナマハ・ゲ」というバンド名がある。キャラクターは画面では確認出来ない。
- 『笑点』の大喜利にて桂歌丸のことを指している（骸骨・ミイラ・幽霊・お化けと同様、6代目三遊亭円楽から振られることが多かった）。また、両名没後は、同様の理由により、春風亭一之輔が自虐的に「なまはげ」をネタにすることがある。